# کایل مارتینو
کایل مارتینو (انگلیسی: Kyle Martino؛ زادهٔ ۱۹ فوریهٔ ۱۹۸۱) یک بازیکن فوتبال اهل ایالات متحده آمریکا است.
وی همچنین در تیم ملی فوتبال ایالات متحده آمریکا بازی کرده است.